# Osterbuch
Osterbuch ist ein Gemeindeteil von Laugna im schwäbischen Landkreis Dillingen an der Donau in Bayern.

## Lage
Der Ort liegt drei Kilometer südöstlich von Laugna an der Quelle und am Oberlauf des Asbacher Bachs. Die von Laugna kommende Kreisstraße DLG 10 führt hindurch.

## Geschichte
Das Pfarrdorf Osterbuch ist eine Rodungssiedlung, die von Laugna aus angelegt wurde. Der Ort wird 1244 als „Buoche“ (Siedlung am Buchenwald) überliefert. Zur Unterscheidung vom benachbarten Buch (Hinterbuch) wurde der Ort auch nach dem Patrozinium seiner Pfarrkirche als Michaelsbuch bezeichnet. 1358 ist erstmals der Name Osterbuch überliefert, der sich durchsetzte. Osterbuch war im 13. Jahrhundert der Sitz eines niederen Adelsgeschlechts, der Herren von Buch. Das Nonnenkloster Holzen war seit dem 15. Jahrhundert im Ort begütert und wurde nach und nach durch Zukauf fast alleiniger Grundherr. Durch die Säkularisation des Klosters im Jahre 1802 kam der Ort, der bis dahin in der Markgrafschaft Burgau lag, zu Bayern. Der Klosterbesitz wurde den Grafen von Hohenzollern-Sigmaringen als Entschädigung zuerkannt. Diese schufen ein gräfliches Pflegamt im Ort. Der Besitz ging 1831 an die Grafen von Fischler-Treuberg über. Nach der Abschaffung der adeligen Gerichtsbarkeit im Jahre 1848 wurde Osterbuch in das Landgericht Wertingen eingegliedert.
Am 1. April 1954 wurde der Ortsteil Asbach aus der Gemeinde Rieblingen zur Gemeinde Osterbuch umgliedert. Diese wurde im Zuge der Gemeindegebietsreform am 1. Mai 1978 in die Gemeinde Laugna eingegliedert.

## Baudenkmäler
Siehe auch: Liste der Baudenkmäler in Osterbuch

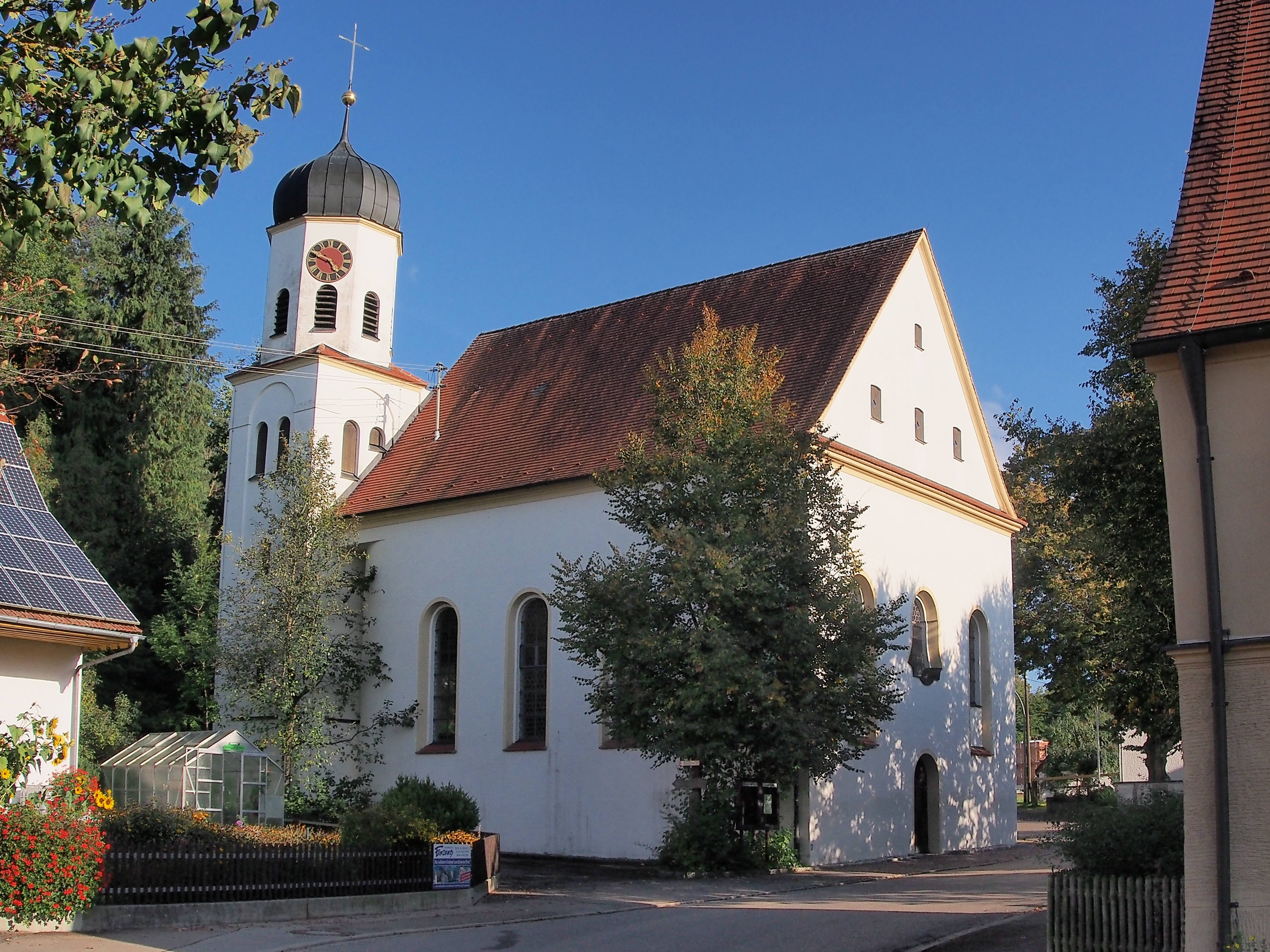
Kirche St. Michael

Die katholische Pfarrkirche St. Michael wurde 1768 durch die Äbtissin Hildegard von Schmiedlin errichtet, sie hat ihre einheitliche Ausstattung aus der Entstehungszeit bewahrt.

## Bodendenkmäler
Siehe: Liste der Bodendenkmäler in Laugna

## Persönlichkeiten
- Eugen Gebele (1836–1903), Benediktinerabt von St. Stephan in Augsburg und Abtpräses der Bayerischen Benediktinerkongregation